# Pygostolus sticticus
Pygostolus sticticus är en stekelart som först beskrevs av Fabricius 1798.  Pygostolus sticticus ingår i släktet Pygostolus och familjen bracksteklar. Arten är reproducerande i Sverige. Inga underarter finns listade i Catalogue of Life.